# Problemas de la mística y su simbolismo
Problemas de la mística y su simbolismo (publicado originalmente en alemán en el año 1914 con el título Probleme der Mystik und ihrer Symbolik; en inglés Problems of Mysticism and its Symbolism) es una obra del psicoanalista vienés Herbert Silberer.

## Contenido
Probleme der Mystik und ihrer Symbolik fue el opus magnun de Silberer. Tomando como su punto partida un texto rosacruz conocido como la Alegoría de la Parábola, un escrito alquímico con muchos paralelismos a Las bodas alquímicas de Christian Rosacruz, explora la habilidad del análisis freudiano de interpretarlo. Habiendo llevado a cabo una detallada interpretación freudiana de la alegoría, Silberer compara entonces este método con los más amplios métodos simbólicos de la alquimia, el hermetismo, el rosicrucianismo y otras tradiciones místicas, y textos como el Kundalini yoga, el Bhagavad-gītā y los escritos de la mística inglesa Jane Leade.
La visión de Silberer es sincrética, su lectura une las tradiciones esotéricas del mundo en el concepto de introversión: el descenso del individuo en el alma/psique de cuya inmensidad pueden ser extraídos tesoros psíquicos y espirituales.
La tesis del libro es que si bien el análisis freudiano puede proporcionarnos ciertos insights, no va lo suficientemente lejos en la interpretación de los significados psicológicos y espirituales más internos de nuestros sueños, los procesos mentales o la producción creativa (un punto de vista que también Jung finalmente asumirá, precipitando su propia ruptura subsecuente con Freud). Silberer busca fusionar las ideas freudianas con procesos de pensamiento místico para crear un "Arte Real" que es, en efecto, la transmutación espiritual del alma tal y como fue propuesto en las diferentes tradiciones místicas del mundo.
Realmente Probleme der Mystik und ihrer Symbolik deja de ser en un momento dado un trabajo puramente científico de estudio psicológico y se convierte en una obra sobre mística por derecho propio (en el capítulo final Silberer habla abiertamente de que "el perfeccionamiento [de] la humanidad" es el objetivo del trabajo). En su libre y abierta evaluación de las ideas esotéricas como expresión legítima de la vida interior de la humanidad (con más razón en su entusiasmo por el misticismo como un logro principal de la vida), no estuvo obligado a recurrir a la aproximación más escéptica de Freud. De hecho, en muchos sentidos es sorprendente que Silberer pensase que ganaría la aprobación de este al proporcionarle una obra que, en efecto, sostenía su sistema entero científico bajo una luz sumamente crítica.

## Influencias en el libro
Silberer cita libremente otros psicólogos en Probleme der Mystik und ihrer Symbolik, como Freud y Jung. Identifica estudios anteriores sobre la alquimia como vía de apertura para sus propias exploraciones, como aquellos procedentes de los escritores de siglo XIX Ethan Allen Hitchcock y N. Landur.
Silberer menciona favorablemente el concepto de inconsciente colectivo de Jung, estando de acuerdo con su autor en que la humanidad posee un "banco de memoria" de símbolos que continúan resonando de una manera profunda, a través de las culturas, en los sueños, los mitos y la vida imaginativa. Jung, cuyos propios estudios y reflexiones sobre la alquimia estaban aún por desarrollarse, llegó tal vez a un público más amplio; pero Silberer fue el primero del círculo de Freud en tomarla en serio como un movimiento espiritual psicológicamente interesante. Así como Silberer reconoce las ideas de Jung en su libro, el psiquiatra suizo valora el trabajo de Silberer sobre la alquimia en su propia obra principal, Mysterium coniunctionis.

## Índice
Tabla de contenidos en la edición en inglés de 1917:
Translator´s preface
PART I
1. The parable
2. Dream and myth interpretation

PART II: Analytic part
1. Psichoanalytic interpretation of the parable
2. Alchemy
3. The hermetic art
4. Rosicrucianism and freemasonry
5. The problem of multiple interpretation

PART III: Synthetic part
1. Introversion and regeneration
  1. Introversion and intro-determination
  2. Effects of introversion
  3. Regeneration
2. The goal of the work
3. The royal art

Notes

Bibliography

Index